# Polarny rok
Polarny rok (fr. Une année polaire) – francuski film przygodowy z 2018 roku w reżyserii Samuela Collardeya, z Andersem Hvidegaardem w roli głównej, o nauczycielu duńskiego w małej wiosce na Grenlandii.

## Premiera
Film miał swoją światową premierę podczas Festiwalu Filmowego w Sundance w styczniu 2018 roku. Obraz wszedł na ekrany francuskich kin 30 maja 2018 roku.

## Fabuła
Akcja filmu rozgrywa się w Danii i na Grenlandii w czasach współczesnych. Zapalony marzyciel, duński nauczyciel postanawia wyjechać na Grenlandię, by uczyć dzieci w małej wiosce rybackiej.

## Obsada
W filmie wystąpili m.in.:
- Anders Hvidegaard jako Anders
- Asser Boassen jako Asser
- Thomasine Jonathansen jako Thomasine
- Gert Jonathansen jako Gert
- Julius Nielsen jako Julius
- Tobias Ignatiussen jako Tobias
- Ina-Miriam Rosenbaum jako duńska funkcjonariuszka
- Berge Hvidegaard jako ojciec Andersa
- Hanne Hvidegaard jako matka Andersa

## Nominacje
- Festiwal Filmowy w Sundance 2018[4]
  - nominacja: Główna Nagroda Jury - Udział w konkursie na najlepszy zagraniczny film dokumentalny – Samuel Collardey